# Diego Montero del Águila
Diego Montero del Águila (* Santiago, 1645 - † Saña, 1718) fue un jurista y prelado criollo chileno.

## Primeros años y estudios
Hijo de Diego González Montero y Justiniano y Ana Sarmiento del Águila. Trasladado a Lima desde temprana edad, ingresó al Colegio Real de San Martín (21 de mayo de 1663). Posteriormente optó el grado de doctor en Leyes y Cánones en la Universidad de San Marcos y, recibido como abogado ante la Real Audiencia de Lima.

## Carrera profesional y docencia universitaria
Ejerció la defensa del fisco y los presos del Santo Oficio, e inclusive fue consultor y juez ordinario de la Inquisición limeña. Se presentó a las oposiciones convocadas por la Universidad de San Marcos para proveer la cátedra de Prima de Leyes y, compitiendo en ellas con Miguel Núñez de Sanabria, «hizo la mayor lección que se ha oído, tan veloz en repetir como agudo en responder» (Mugaburu).
Al recibir la aprobación del jurado, tomó posesión de la mencionada cátedra el 30 de agosto de 1687, y la regentó durante más de treinta años. Por encargo del claustro hizo el elogio del virrey Conde de la Monclova durante la recepciónque le ofreció la Universidad (30 de octubre de 1689).

## Carrera eclesiástica
Al morir su esposa, Josefa Zorrilla de la Gándara (17 de abril de 1696), hizo profesión religiosa. Al año siguiente, optó el presbiterado y asumió luego el curato de la Catedral (1698), así como la representación legal del Cabildo metropolitano (14 de enero de 1699). Nombrado provisor y vicario general de la arquidiócesis, desempeñó ambas funciones cuando murió el arzobispo Melchor de Liñán y Cisneros (1708).
Designado obispo de Concepción (3 de octubre de 1708), fue consagrado en el Monasterio de Santa Clara por el obispo auxiliar Francisco Cisneros y Mendoza. 

## Obispo de Concepción y Trujillo
Tomó posesión de su sede en 1711; fundó en ella un monasterio de beatas trinitarias, ordenó la construcción de la casa episcopal y llegó en su visita pastoral hasta las poblaciones de Chiloé y Valdivia. 
Trasladado a la diócesis de Trujillo (1715), pasó por Lima y al año siguiente asumió su nuevo gobierno episcopal. En 1717, emprendió la visita pastoral de su territorio, pero falleció en el transcurso de ella, en el pueblo de Saña.

## Obras
- Ofensa y defensa de la libertad eclesiástica (1684).
- Oración panegírica del Excelentísimo Señor don Melchor Portocarrero Lasso de la Vega (1689).